# Isla Unimak
La isla Unimak (en inglés: Unimak Island; en aleutiano, Unimax) es la isla más grande en la cadena de las islas Aleutianas del estado estadounidense de Alaska. Esta es la isla más oriental en las Aleutianas y, con un área de 1.571,41 mi² (4.069,9 kilómetros²), la novena isla más grande en los Estados Unidos y la 134.ª isla más grande en el mundo. 
En la isla Unimak se ubica el monte Shishaldin, uno de los diez volcanes más activos en el mundo. Un rasgo físico interesante es la Caldera del Pescador (Fisher Caldera), un cráter volcánico en la parte oeste central de Unimak. Algunas características incluyen muchos conos volcánicos y lagos no drenados. Uno de ellos es llamado Bernard Fisher, el nombre de un geólogo estadounidense que murió en el Paso de Umnak. Según la Oficina del Censo de los Estados Unidos, había 64 personas viviendo en Unimak según el censo del año 2000, todos ellos en la ciudad de False Pass, en el extremo este de la isla. 
Como una extensión faunal de la península de Alaska, Unimak tiene una reunión relativamente diversa de mamíferos terrestres, incluso osos pardos y caribú. Al oeste de Unimak, el mamífero nativo más grande en las Aleutianas es el zorro rojo. 
El faro Scotch Cap fue construido en 1905 y era manejado por el servicio de guardacostas estadounidense. El 1 de abril de 1946, durante el terremoto de Aleutianas de 1946, el faro fue golpeado por un tsunami. A pesar de que el faro sobresalía 30 m sobre el nivel del mar, el faro se deslizó al agua y mató a cinco hombres, todos ellos del servicio de guardacostas.